# Eddie Rivera Santiago
Heriberto Rivera Santiago, detto Eddie (New York, 7 luglio 1970), è un ex cestista portoricano.

## Carriera
Con Porto Rico ha disputato i Campionati americani del 1995 e i Giochi olimpici di Atlanta 1996.